# Hoštice (ort i Tjeckien, Södra Böhmen, lat 49,19, long 13,91)
Hoštice är en ort i Tjeckien.   Den ligger i regionen Södra Böhmen, i den sydvästra delen av landet, 110 km söder om huvudstaden Prag. Hoštice ligger 510 meter över havet och antalet invånare är 176.
Terrängen runt Hoštice är varierad. Runt Hoštice är det ganska glesbefolkat, med 40 invånare per kvadratkilometer. Närmaste större samhälle är Strakonice, 7,5 km norr om Hoštice. Omgivningarna runt Hoštice är en mosaik av jordbruksmark och naturlig växtlighet.